# Un homme fait la loi
Pour plus de détails, voir Fiche technique et Distribution.
Un homme fait la loi (The Good Guys and the Bad Guys) est un film américain réalisé par Burt Kennedy, sorti en 1969.

## Synopsis
Le Marshal Flagg est un vieux shérif qui s'apprête à prendre sa retraite, lorsqu'il apprend que son vieil ennemi, McKaye, prépare un braquage. Il décide donc de l'en empêcher. Mais il se fait capturer par des membres du gang et il découvre que McKaye n'est plus considéré comme le chef du groupe mais comme une relique d'une époque révolue. Le nouveau chef, Waco, ordonne à McKaye de tuer Flagg, mais le vieux bandit refuse. Waco les abandonne tous les deux dans le désert. Les deux nouveaux alliés rentrent en ville et Flagg découvre qu'il a été remplacé par un nouveau shérif incompétent, que les notables de la ville soutiennent. Flagg et McKaye décident de s'occuper seuls de régler le cas Waco...

## Fiche technique
- Titre original : The Good Guys and the Bad Guys
- Titre français : Un homme fait la loi
- Réalisation : Burt Kennedy
- Scénario : Ronald M. Cohen et Dennis Shryack
- Costumes : Yvonne Wood
- Photographie : Harry Stradling Jr.
- Montage : Howard Deane
- Musique : William Lava
- Production : Ronald M. Cohen et Dennis Shryack
- Société de production : Robert Goldstein Productions
- Pays d'origine : États-Unis
- Format : couleurs - 35 mm - 2,35:1 - stéréo
- Genre : Western
- Durée : 91 minutes
- Dates de sortie : 
  - États-Unis : 9 septembre 1969
  - France : 16 janvier 1970
- Affiches : Raymond Elseviers (Belgique), Jean Mascii (France)

## Distribution
- Robert Mitchum (VF : Claude Bertrand) : Flagg
- George Kennedy (VF : Raoul Delfosse) : McKay
- Martin Balsam (VF : Albert Médina) : le maire Randolph « Randy » Wilker
- David Carradine (VF : Jacques Deschamps) : Waco
- Tina Louise : Carmel
- Douglas Fowley (VF : Harry-Max) : Grundy
- Lois Nettleton : Mary
- John Carradine (VF : Claude Joseph) : Ticker
- Dick Peabody (VF : Jacques Degor) : Harold Boyle, le shérif suppléant
- John Davis Chandler (VF : Albert Augier) : Deuce
- Phil Vandervort (VF : Marc de Georgi) : Simms
- Jimmy Murphy (VF : Serge Sauvion) : Buckshot
- Dorothy Adams (VF : Helena Manson) : Mrs Pierce (Mme Peters en VF)
- Nick Dennis : Engineer #2
- Kathleen Freeman : Mrs Stone
- Marie Windsor (VF : Nadine Alari) : Polly